# Uncle Meat (película)
Uncle Meat es una película escrita y dirigida por Frank Zappa, lanzada directamente al vídeo en 1987. El rodaje nunca se ha completado. La cinta de video es en realidad un documental "making of" que muestra ensayos y material de fondo de 1968 y entrevistas con personas involucradasen la producción. El video aún no ha sido publicado en DVD.

## Reparto (por orden alfabético)
| Actor                             | Personaje                          | Notas                             |
| --------------------------------- | ---------------------------------- | --------------------------------- |
| Phyllis Smith Altenhaus           | Ella misma / Sheba Flieschman      | Acreditada como Phyllis Altenhaus |
| Dick Barbero                      | Él mismo                           |                                   |
| Massimo Bassoli                   | Adulto Minnesota Tishman           |                                   |
| Rodney Bingenheimer               | Él mismo                           |                                   |
| Jimmy Carl Black                  | Él mismo                           |                                   |
| Ray Collins                       | Él mismo / Bill Yards              |                                   |
| Aynsley Dunbar                    | Él mismo / Biff Junior             |                                   |
| Roy Estrada                       | Él mismo                           |                                   |
| Francesca Fisher                  | La condesa                         |                                   |
| Bunk Gardner                      | Él mismo                           |                                   |
| Buzz Gardner                      | Él mismo                           |                                   |
| Lowell George                     | Él mismo                           |                                   |
| Dick Kunc                         | Él mismo                           |                                   |
| Manfred Lerch                     | Él mismo                           |                                   |
| C. Mercedes Lewis                 | Chica que era un sofá              |                                   |
| Sal Lombardo                      | Él mismo                           |                                   |
| Meredith Monje                    | Chica de cara roja                 |                                   |
| Billy Mundi                       | Rollo                              |                                   |
| Janet Neville-Ferguson            | Ella misma                         |                                   |
| Don Preston                       | Él mismo / Biff Debris / Tío Meat  |                                   |
| Fritz Rau                         | Él mismo                           |                                   |
| Linda Ronstadt                    | Ella misma                         |                                   |
| Cal Schenkel                      | Él mismo                           |                                   |
| Euclid James "Motorhead" Sherwood | Él mismo                           |                                   |
| Stumuk                            | Anciano Biff Debris                |                                   |
| Arthur Dyer Tripp III             | Él mismo                           |                                   |
| Ian Underwood                     | Él mismo                           |                                   |
| Haskell Wexler                    | Él mismo                           |                                   |
| Tom Wilson                        | Él mismo                           |                                   |
| Annie Zannas                      | Ella misma                         |                                   |
| Carl Zappa                        | Joven Minnesota Tishman            |                                   |
| Frank Zappa                       | Él mismol / El Director Imaginario |                                   |